# Rubidiumperoxid
Rubidiumperoxid ist eine anorganische chemische Verbindung des Rubidiums aus der Gruppe der Peroxide.

## Gewinnung und Darstellung
Rubidiumperoxid kann durch schnelle Oxidation von in flüssigem Ammoniak gelösten Rubidium bei −50 °C gewonnen werden.
{\displaystyle \mathrm {2\ Rb+O_{2}\ {\xrightarrow {-50\;^{\circ }{\text{C}}}}\ Rb_{2}O_{2}} }
Ebenfalls möglich ist die Gewinnung durch Pyrolyse von Rubidiumhyperoxid im Hochvakuum.
{\displaystyle \mathrm {2\ RbO_{2}\ {\xrightarrow {290\;^{\circ }{\text{C}}}}\ Rb_{2}O_{2}+O_{2}} }

## Eigenschaften
Rubidiumperoxid ist ein als Reinstoff farbloser, ansonsten gelblicher Feststoff mit orthorhombischer Kristallstruktur.